# Црква Светог Јована Богослова у Морињу
Црква Светог Апостола Јована Богослова у засеоку Сврчак у Доњем Морињ, Котор, Бока Которска, Црна Гора, је православни храм митрополије црногорско-приморске Српске православне цркве.

## Историјa
Првобитни храм потиче из средњег вијека, а порушен је 1699. године у земљотресу који је порушио и Дубровник и Росе на Луштици. Обновљен је 1724. године у мањим димензијама. И тај храм је био потпуно руиниран, па је обнова започела у фебруару 2008. године. У храму се чува икона Пресвете Богородице, за коју се код Морињана задржало предање да је под својим окриљем сачувала Морињ од куге у 17. вијеку. Приликом освећења 21. августа 2010. године митрополит Амфилохије Радовић је по древном хришћанском обичају положио мошти светитеља у часну трпезу, а овај пут су то биле мошти Преподобномученика из 8. вијека, монаха манастира Св. Саве Освећеног у Јудејској пустињи Свете Земље. Том приликом се парох морињски презвитер Никола Урдешић захвалио митрополиту, свештенству и свима заслужним за обнову храма, а нарочито Општини Котор и градоначелници Марији Ћатовић и њеној породици.